# Krasin (1916)
Krasin (Красин), poprzednio Swiatogor (Святогор), od 1976 Leonid Krasin – rosyjski oraz radziecki lodołamacz, zbudowany w 1916 roku w Anglii. Obecnie statek muzeum w Petersburgu.

## Budowa

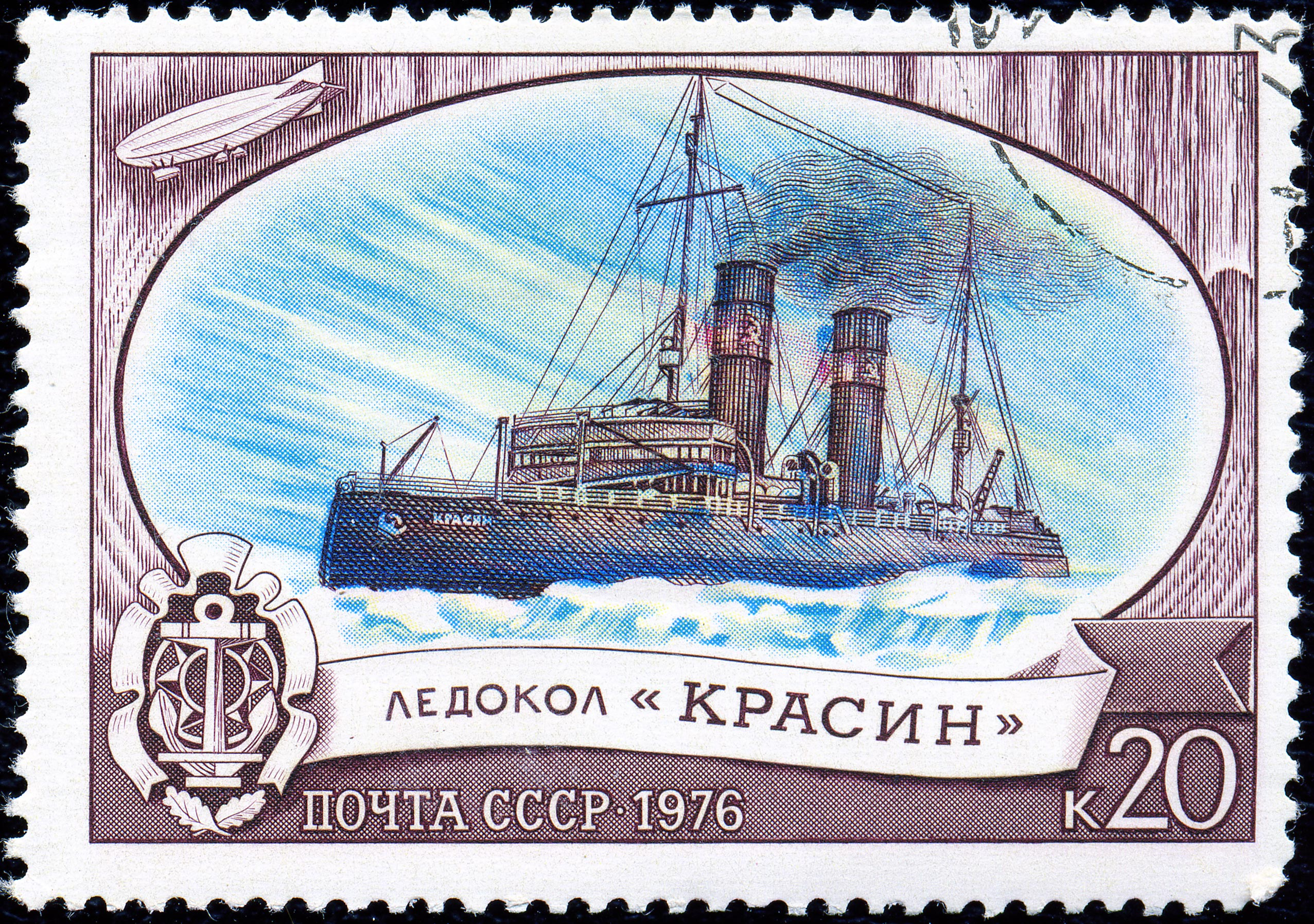
„Krasin” na znaczku radzieckim (1981)

Po wybuchu I wojny światowej Marynarka Wojenna Imperium Rosyjskiego dostrzegła potrzebę budowy nowego silnego lodołamacza, w związku z potrzebami wykorzystywania portów na północy Rosji nad Morzem Białym, wykorzystując doświadczenia z eksploatacji lodołamacza „Jermak”. Na początku 1916 roku podpisano kontrakt na jego budowę z angielską firmą Sir Armstrong Whitworth & Co z Newcastle. Budowa szła szybko i już 3 sierpnia 1916 roku został wodowany, a następnie przeholowany do Middlesbrough w celu wyposażenia i zamontowania siłowni. 1 października 1916 roku został przyjęty na stan rosyjskiej marynarki wojennej pod nazwą „Swiatogor” (Святогор), na cześć mitycznego bohatera. Pierwszy raz wyszedł w morze z rosyjską załogą 3 stycznia 1917 roku, a 3 marca rozpoczęto próby morskie.
Początkowo lodołamacz miał wyporność pełną 10 620 ton i nośność 4902 ton. Długość całkowita wynosiła 98,5 m, szerokość 21,6 m, a zanurzenie 9,1 m. Kadłub dzielił się na 11 przedziałów wodoszczelnych i na burtach miał pas wzmocnionego poszycia grubości 32,3 mm i wysokości 4 m. Nadbudówki były zredukowane do minimum z powodu trudności z ogrzaniem znajdujących się w nich pomieszczeń. Napęd stanowiły trzy maszyny parowe potrójnego rozprężania o mocy po 3350 KM i średnicach cylindrów: 800, 1200 i 2200 mm. Parę dostarczało 10 cylindrycznych płomienicowych kotłów opalanych węglem. Prędkość wynosiła 15  węzłów. Załogę początkowo stanowiło 133 osoby. Pierwotnie lodołamacz przenosił uzbrojenie w postaci dwóch dział kalibru 120 mm i dwóch kalibru 76 mm.

## Służba
Po poprawkach stoczniowych, 31 marca 1917 roku „Swiatogor” podniósł po raz pierwszy banderę rosyjską i został zaliczony do Flotylli Północnego Oceanu Lodowatego. W lipcu wyruszył w podróż do Rosji, docierając do portu macierzystego w Archangielsku w połowie miesiąca. Wkrótce potem, na skutek rewolucji bolszewickiej w Rosji doszło do wojny domowej i interwencji państw zachodnich po stronie białej armii. 1 sierpnia 1918 roku „Swiatogor” został samozatopiony na torze wodnym do Archangielska, aby uniemożliwić podejście brytyjskim okrętom. Mimo to, Archangielsk został zajęty przez Brytyjczyków, a 5 sierpnia „Swiatogor” został podniesiony. Dowódca lodołamacza por. Nikołaj Drejer został za to następnie przez białych skazany na śmierć i 26 maja 1919 roku rozstrzelany. Jesienią 1919 roku lodołamacz został przekazany przez białych marynarce brytyjskiej, przez którą był wykorzystywany (jako „Sviatogor”). W 1920 roku władze radzieckie wynajęły „Swiatogora” od Brytyjczyków, aby z norweską załogą pod dowództwem Otto Sverdrupa uratował dryfujący od czterech miesięcy w lodach statek „Sołowiej Budimirowicz”. Brytyjscy interwenci ewakuowali się z Archangielska we wrześniu 1920 roku, lecz lodołamacz pozostawał nadal w rękach brytyjskich.

„Krasin” w 1928 roku

„Krasin” w lodach w 1928 roku

W sierpniu 1921 roku lodołamacz został zwrócony nowym władzom radzieckim. Według innych źródeł, został on wykupiony, i obsadzony przez radziecką załogę dopiero 22 września 1922 roku. 3 sierpnia 1927 roku zmieniono jego imię na „Krasin” na cześć zmarłego ludowego komisarza przemysłu i handlu ZSRR Leonida Krasina, który przyczynił się do odzyskania lodołamacza. Stacjonował on wówczas na Bałtyku w Leningradzie (ob. Petersburg).
16 czerwca 1928 roku „Krasin” wyruszył z Leningradu na wniosek rządu Włoch w celu wzięcia udziału w akcji na ratunek włoskiej ekspedycji polarnej generała Umberto Nobilego na północ od Spitsbergenu, ratując w lipcu część jej uczestników. Lodołamacz transportował wówczas samolot JuG-1, użyty podczas akcji poszukiwawczej. Między 26 lipca a 3 sierpnia uratował też w tym rejonie niemiecki statek „Monte Cervantes”, uszkodzony przez lód. Po krótkim remoncie w Stavangerze kontynuował – tym razem bezskuteczne – poszukiwania pozostałych członków ekspedycji i Roalda Amundsena od 24 sierpnia do 23 września, po czym 5 października powrócił do Leningradu. „Krasin” za tę akcję otrzymał odznaczenie Order Czerwonego Sztandaru Pracy. Od 1929 roku „Krasin” przeprowadzał statki na Północnej Drodze Morskiej oraz zaopatrywał stację rybacką na Nowej Ziemi, bazując na dalekiej północy. W 1933 roku brał udział w akcji ratunkowej ekspedycji na statku „Czeluskin”, którego załogę jednak uratowali lotnicy. „Krasin” bazował następnie we Władywostoku, na wschodnim krańcu ZSRR. W 1937 roku bezskutecznie poszukiwał zaginionego samolotu załogi Zygmunta Lewoniewskiego.
Po przystąpieniu ZSRR do II wojny światowej, zaszła potrzeba przebazowania „Krasina” z Oceanu Spokojnego na Morze Białe, w związku z rozpoczętym zaopatrywaniem ZSRR przez konwoje arktyczne. 4 listopada 1941 roku rozpoczął on przejście, jednakże w związku z niedostępnością północnej drogi w sezonie zimowym, odbyło się ono drogą na wschód, przez Kanał Panamski, przy czym lodołamacz odwiedził sojusznicze porty amerykańskie i brytyjskie: Seattle, Baltimore, Norfolk, Halifax i Glasgow. Po drodze zainstalowano instalację demagnetyzacyjną i uzbrojenie przeciwlotnicze, a ostatecznie „Krasin” dotarł do Murmańska płynąc między 10 kwietnia a 5 maja 1942 roku z Islandii w składzie konwoju PQ-15. Jego uzbrojenie zostało na miejscu zmodyfikowane i ostatecznie składało się z sześciu dział kalibru 76 mm, siedmiu działek automatycznych 20 mm Oerlikon, sześciu karabinów maszynowych 12,7 mm Browning i czterech km-ów kalibru 7,62 mm. Służył następnie na Morzu Białym i w sezonie letnim na Północnej Drodze Morskiej. 6 października 1943 roku lodołamacz dotarł ponownie drogą północną do Władywostoku na remont i tam pozostał do końca wojny. Po wojnie „Krasin” służył nadal do 1950 roku na wschodnim krańcu radzieckiej Arktyki, a potem na zachodnim

## Przebudowa

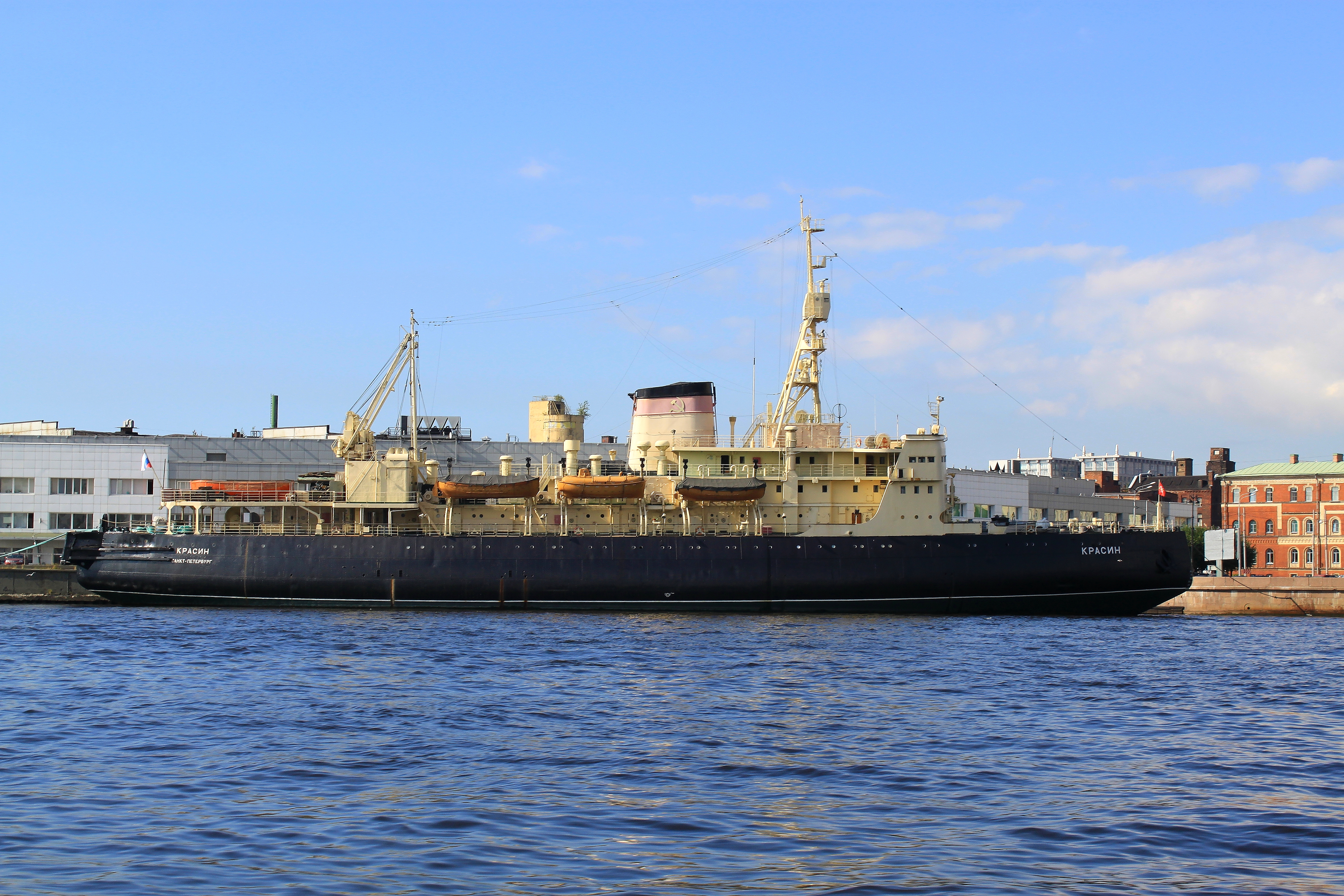
Sylwetka po przebudowie

W latach 1950–53 „Krasin” został poddany remontowi połączonemu z całkowitą przebudową w stoczni Mathias-Thesen-Werft w Wismarze w NRD. Ścięto dotychczasowe nadbudówki i kominy. Statek otrzymał nową kotłownię, z czterema kotłami wodnorurkowymi opalanymi mazutem, oraz nowoczesną dużą nadbudówkę z pojedynczym szerokim kominem zamiast dwóch wysokich kominów. Na rufie urządzono lądowisko dla śmigłowca. Nowa nadbudówka znacznie polepszyła warunki bytowe załogi, która otrzymała dwuosobowe kabiny w miejsce kubryków, a zmiana kotłów pozwoliła na zmniejszenie liczby palaczy do 11. Kotły były produkcji zakładów z Hohenthurm w NRD, natomiast statek otrzymał też nowe maszyny produkcji Ottensener Eisenwerk z Hamburga w Niemczech Zachodnich.

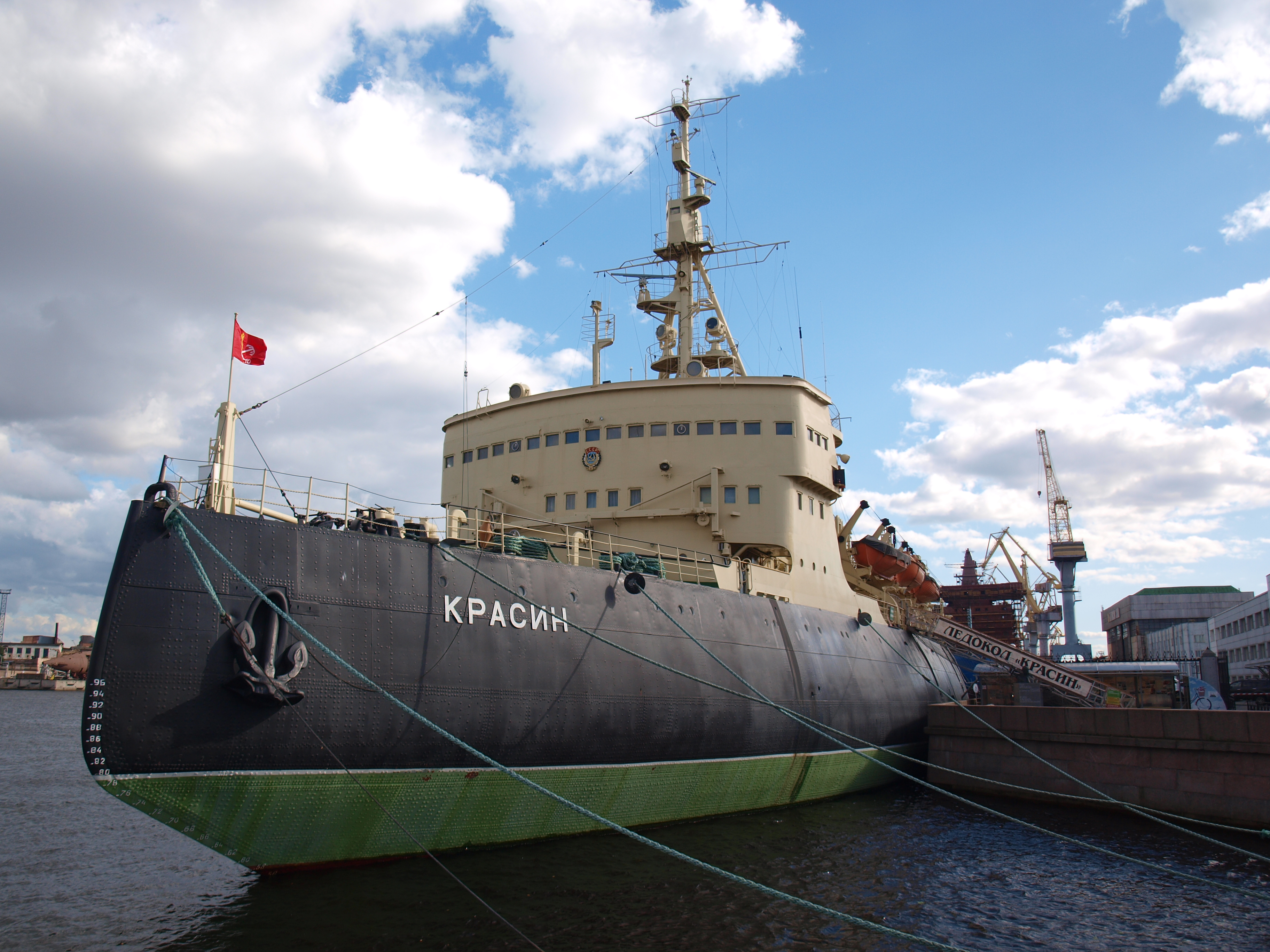
„Krasin” jako statek-muzeum

Podczas kolejnej modernizacji w 1974 roku pozostawiono tylko środkową maszynę parową, a dwie burtowe maszyny parowe zastąpiono przez turbogeneratory trójfazowe prądu zmiennego, napędzające silniki elektryczne.
W 1976 roku zmieniono nazwę lodołamacza na „Leonid Krasin”, w związku z wejściem do służby nowego lodołamacza „Krasin”. W kwietniu 1988 roku „Leonid Krasin” został wycofany z eksploatacji. W 1990 roku odbył ostatni rejs, a 20 lutego 1992 roku został uznany przez rząd rosyjski za zabytek o znaczeniu narodowym. Został następnie przekształcony w statek muzeum „Krasin”, wpisany do rejestru muzeów 16 maja 1992 roku. Pierwszą wystawę na nim otwarto w 1995 roku. Zacumowany jest przy Nabrzeżu Lejtnanta Schmidta w Petersburgu, jako filia Muzeum Światowego Oceanu (od 2004).